# Tempe (anatomie)
Pour les articles homonymes, voir Tempe.

Localisation de la tempe gauche.

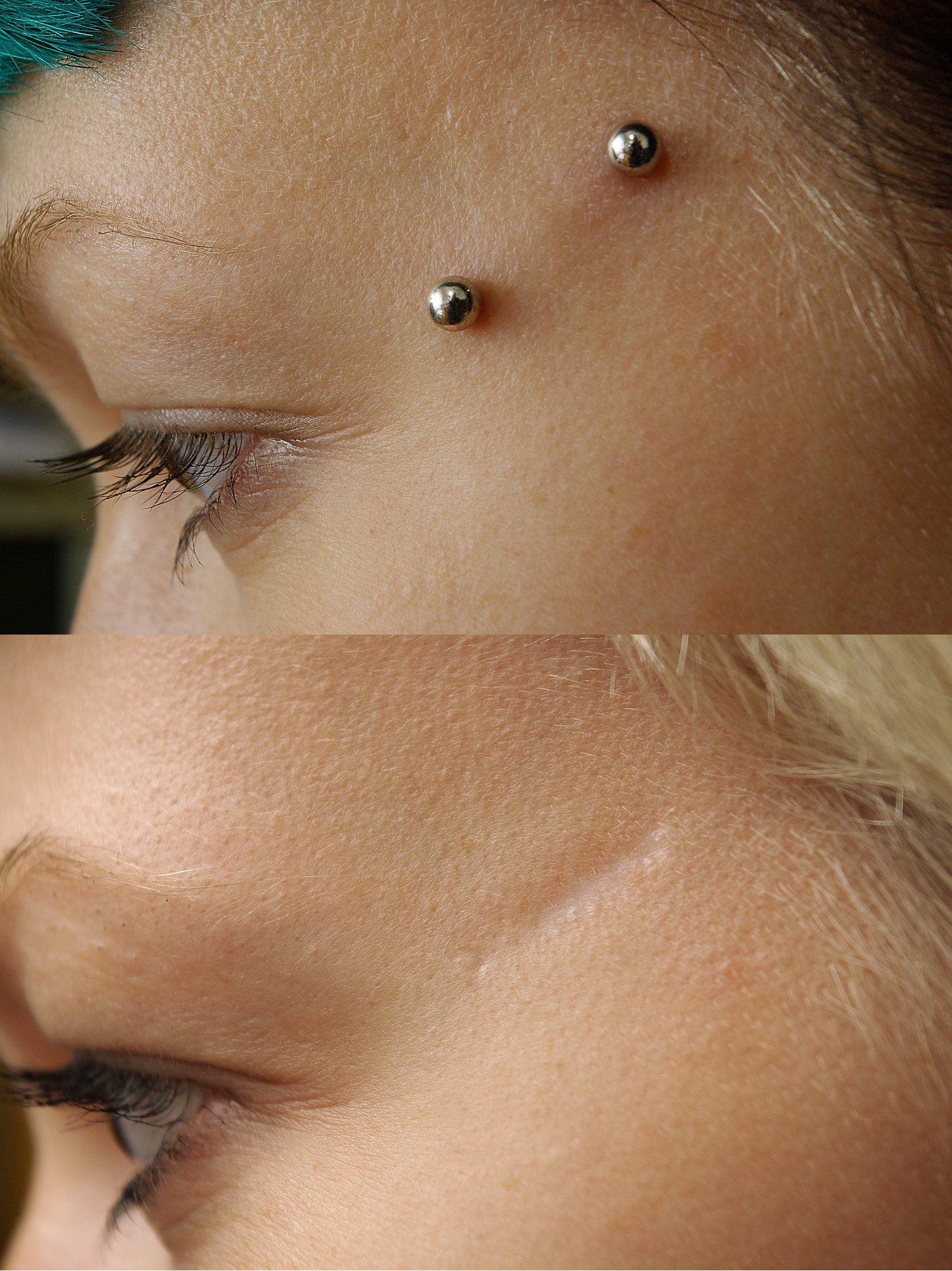
Trace laissée par un piercing sur une tempe.

La tempe est une région de la tête, située au niveau latéral et comprise entre l'œil, le front, l'oreille et la joue. Elle se situe au-dessus et en avant de l'oreille. Elle correspond à la fosse temporale, en étant occupée par l'os temporal et l'os sphénoïde.

## Histoire
Le terme « tempe » (apparu en 1580), de l'ancien français « temple » (1080) est issu d'un latin populaire tempula, une altération du latin classique tempora (tempus, temporis), car ce serait à ce niveau que le temps se marque par l'apparition des premiers cheveux blancs (« tempes grisonnantes »).

## Description anatomique
La région temporale est plus vulnérable que les autres régions de la voûte crânienne (frontale, pariétale et occipitale), car l'os temporal est relativement plus mince, le point le plus faible étant le ptérion (lieu de jonction entre le frontal, le pariétal, le sphénoïde et le temporal) qui est aussi une voie d'abord neurochirurgicale. 
De plus l'os temporal comporte des canaux et cavités contenant des structures vasculaires et nerveuses (notamment le nerf facial), et des éléments de l'oreille moyenne et interne.

Représentation simplifiée des os d'un crâne. Tempe : os sphénoïde (en violet clair) et la partie antérieure de l'os temporal (en orange clair).

## Pathologies
Un traumatisme important (fracture du temporal, fracture du rocher) est à risque de complications telles qu'une paralysie faciale, des troubles de l'audition (surdité) et des troubles de l'équilibre. Outre le risque hémorragique, la proximité de l'os temporal avec la base du crâne implique un plus grand risque infectieux avec fuite de liquide cérébrospinal en cas de fracture (brèche ostéo-méningée).